# Josy Dubié
Joseph Josy Dubié (Schaarbeek, 11 februari 1940) is een Belgisch journalist en politicus die actief was bij Ecolo.

## Levensloop
In zijn jeugd was hij slachtoffer van pedofilie. Oorspronkelijk studeerde Dubié na zijn middelbare studies lichamelijke opvoeding, maar na een blessure werd hij actief bij de koopvaardij. Vervolgens ging hij in 1967 etnologie, wijsbegeerte en rechten studeren aan de ULB. In 1971 verliet hij de universiteit als licentiaat in etnologie en journalistiek.
Nadien ging hij als journalist, reporter en oorlogscorrespondent werken bij de RTBF. Hij werkte er tot 1994 en daarna werd hij hoofd van de televisie-eenheid van het Verenigde Naties Ontwikkelingsprogramma tot aan zijn pensioen. Ook zijn broer Jean-Claude Dubié (later Defossé, de familienaam van hun moeder) werkte bij de RTBF.
In deze periode werd hij ook politiek actief. In 1999 werd hij voor de partij Ecolo rechtstreeks verkozen senator tot 2003. In die periode was hij ook quaestor van de Senaat. Hierna was hij van 2004 tot 2009 lid van het Brussels Hoofdstedelijk Parlement en van het Parlement van de Franse Gemeenschap. Van 2005 tot 2009 was hij dan gemeenschapssenator en ook was hij van 2006 tot 2008 gemeenteraadslid van Brussel.
In 2010 verliet hij Ecolo, omdat hij de partij niet sociaal genoeg vond. Dubié is openlijk republikeins en werd na zijn vertrek bij Ecolo een militant van de marxistische PTB.
- Bibliothèque nationale de France: cb14541490j (data)
- International Standard Name Identifier: 0000 0000 0351 5705
- Library of Congress Control Number: no99018789
- Système universitaire de documentation: 112791115
- Virtual International Authority File: 44538416